# Automeris rotunda
Automeris rotunda är en fjärilsart som beskrevs av Lemaire 1971. Automeris rotunda ingår i släktet Automeris och familjen påfågelsspinnare. Inga underarter finns listade i Catalogue of Life.